# Apple S2
L'Apple S2 è il system-on-a-chip 32-bit progettato da Apple per l'Apple Watch Series 2, è stato descritto come un "System in Package". Inoltre è stato annunciato il 7 settembre del 2016, con poche informazioni specifiche al riguardo. Apple afferma che con i suoi due core offrono delle prestazioni superiori del 50% e che anche la GPU offre il doppio rispetto al suo predecessore.

## System in Package
L'Apple S2 utilizza un SoC personalizzato che insieme ai 512 MB di RAM, 8 GB di memoria flash e i processori di supporto per le connessioni wireless, per i sensori e per gli I/O costituiscono un computer completo in un unico imballaggio. Questo imballaggio è poi sigillato con della resina.

### Componenti
Il dispositivo ha al suo interno elementi base come: Wi-Fi, Bluetooth, GPS, NFC, Touch screen, accelerometri, sensore barometrico e RAM. In totale sono presenti 42 stampi di silicio singoli, inclusi in un componente S2.

## Galleria d'immagini

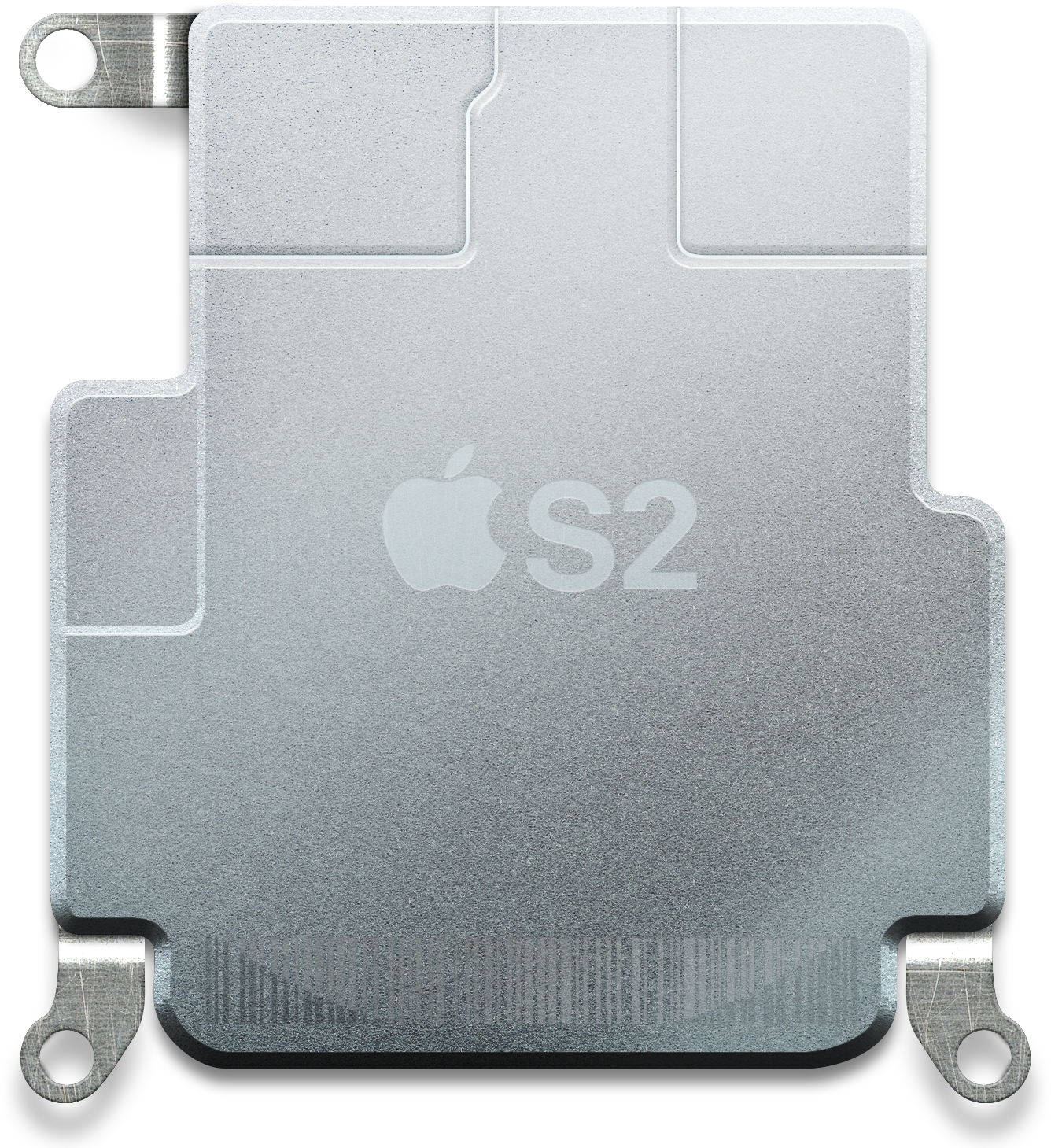
Un'illustrazione del processore S2 sigillato.
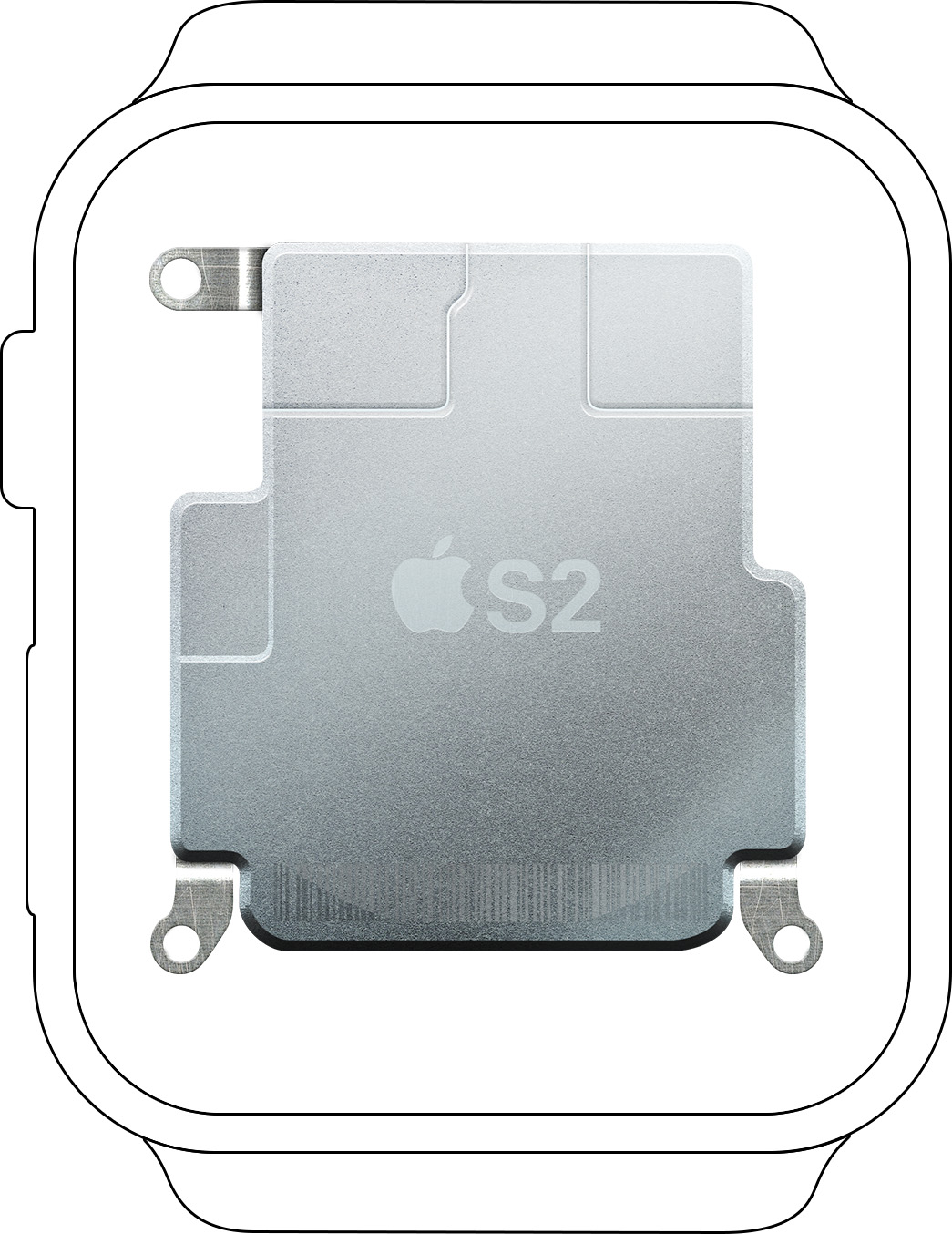
Spazio occupato dall'Apple S2 all'interno dell'Apple Watch